# 渡辺篤 (レーサー)
渡辺 篤（わたなべ あつし、1976年9月22日 - ）は、静岡県御殿場市出身のオートレース選手（浜松オートレース場所属）。
オートレース転向前はロードレースライダーとして活躍した。

## 来歴
2002年全日本ロードレース選手権スーパーバイククラスチャンピオン。2007年全日本ロードレース選手権JSBクラスチャンピオン。文部科学大臣賞受賞。
2010年オートレース選手養成所第31期選手候補生第2次試験に特例合格後、第3次試験を経て正式に合格。
9か月間にわたるオートレース選手養成所での訓練を経て、2011年7月21日にデビューした。

## 略歴
- 15歳でミニバイクをはじめる
- 1993年 - SRSスガヤ入り、SP125参戦
- 1994年 - SP250.筑波サーキットを中心に、富士スピードウェイ、スポーツランドSUGOなどを走る
- 1996年 - 鈴鹿4時間耐久ロードレース2位

- 関東選手権ランキング2位
- モトクロスでのトレーニング中に脊髄を傷める大ケガを負う
- 1997年 - 開発ライダーとしてスズキワークス入り（TL1000Rを担当）

- 筑波選手権SP250ランキング2位
- 1998年 - 全日本ロードレース選手権スーパーバイク ランキング12位（チームスズキ／TL1000R）
- 1999年 - 全日本ロードレース選手権スーパーバイク ランキング14位

- 鈴鹿8時間耐久ロードレースリタイヤ（亀谷長純／チームスズキ／GSX-R750）
- 2000年 - 全日本ロードレース選手権スーパーバイク ランキング14位（チームスズキ／GSX-R750）

- 鈴鹿8時間耐久ロードレース22位
- 2001年 - 全日本ロードレース選手権スーパーバイク ランキング14位（チームスズキ／GSX-R750）

- 鈴鹿8時間耐久ロードレース3位（梁明、加賀山就臣／チームスズキ／GSX-R750）
- 2002年 - 全日本ロードレース選手権スーパーバイク チャンピオン（チームスズキ／GSX-R750）文部科学大臣賞受賞
- 2003年 - 全日本ロードレース選手権JSB1000 ランキング2位（ヨシムラ・スズキ・GP-1・DAXIM／GSX-R1000）
- 2004年 - 全日本ロードレース選手権JSB1000 ランキング6位（ヨシムラ・スズキ・JOMO with SRIXON／GSX-R1000）

- 鈴鹿8時間耐久ロードレース2位（加賀山就臣／ヨシムラ・スズキ・JOMO with SRIXON／GSX-R1000）
- 2005年 - 全日本ロードレース選手権

- 鈴鹿300km耐久ロードレース優勝（加賀山就臣／ヨシムラ・スズキ・JOMO with SRIXON／GSX-R1000）
- 鈴鹿8時間耐久ロードレース10位（加賀山就臣／ヨシムラ・スズキ・JOMO with SRIXON／GSX-R1000）
- 2006年 - 全日本ロードレース選手権JSB1000 ランキング2位（ヨシムラ・スズキ with JOMO／GSX-R1000）

- 全日本ロードレース選手権ST600 ランキング2位（ヨシムラ・スズキ with JOMO／GSX-R600）
- 鈴鹿8時間耐久ロードレース3位（青木宣篤／ヨシムラ・スズキ with JOMO／GSX-R1000）
- 2007年 - 全日本ロードレース選手権JSB1000 チャンピオン（ヨシムラ・スズキ with JOMO／GSX-R1000）文部科学大臣賞受賞

- 鈴鹿8時間耐久ロードレース4位（酒井大作／ヨシムラ・スズキ with JOMO／GSX-R1000）
- 2008年 - ブリティッシュスーパーバイク選手権 ランキング14位（Rizlaスズキ／GSX-R1000）

- 鈴鹿8時間耐久ロードレース2位（酒井大作／ヨシムラ・スズキ withデンソーIRIDIUM POWER／GSX-R1000）
- 2011年 -  7月21日、浜松オートレース場でデビューし、初勝利を挙げた[1]。